# تپه بردکر ۱
تپه بردکر ۱ مربوط به قرون میانی اسلامی است و در شهرستان خرم‌آباد، بخش پاپی، دهستان گریت، روستای بردکر واقع شده و این اثر در تاریخ ۸ بهمن ۱۳۸۵ با شمارهٔ ثبت ۱۷۰۰۷ به عنوان یکی از آثار ملی ایران به ثبت رسیده است.